# Beyond the Rocks
Beyond the Rocks is een Amerikaanse dramafilm uit 1922 onder regie van Sam Wood. Het scenario is gebaseerd op de gelijknamige roman uit 1906 van de Britse auteur Elinor Glyn. De hoofdrollen werden gespeeld door Gloria Swanson (1899-1983) en Rudolph Valentino (1895-1926) - de enige film waarin deze twee supersterren samen speelden. In Nederland werd de film uitgebracht onder de titel Gouden Boeien.

## Herontdekking
Beyond the Rocks werd beschouwd als een verloren film. Gloria Swanson koesterde in haar laatste jaren) de wens om Beyond the Rocks weer eens te zien, maar de film was niet te vinden en werd destijds als verloren beschouwd, op één scène van minder dan een minuut na. Maar de excentrieke filmverzamelaar Joop van Liempd had er een bemachtigd, en zijn collectie van duizenden roestige filmblikken ging na zijn dood in 2000 naar het Nederlands Filmmuseum. Deze collectie bleek een complete kopie van de film te bevatten - alleen zijn er door verwering enkele minuten verloren gegaan. Beyond the Rocks werd gerestaureerd door de Haghefilm Conservation en voorzien van nieuwe muziek door Henny Vrienten. In 2005 werd de film voor het eerst in driekwart eeuw weer vertoond.

## Verhaal
Theodora komt uit een verpauperde, adellijke familie. Haar vader zorgt ervoor dat Theodora trouwt met een rijke kruidenier, zodat ze niet meer in armoede hoeven te leven. Theodora houdt echter niet van de man en wordt op hun huwelijksreis verliefd op Hector Bracondale, een aantrekkelijke jongeman die haar leven redt als ze van een berg valt.

## Rolverdeling
| Acteur            | Personage              |
| ----------------- | ---------------------- |
| Rudolph Valentino | Lord Hector Bracondale |
| Gloria Swanson    | Theodora Fitzgerald    |
| Edythe Chapman    | Lady Bracondale        |
| Alec B. Francis   | Kapitein Fitzgerald    |
| Robert Bolder     | Josiah Brown           |
| Gertrude Astor    | Morella Winmarleigh    |
| June Elvidge      | Lady Anna Anningford   |
| Mabel Van Buren   | Jane McBride           |
| Helen Dunbar      | Lady Ada Fitzgerald    |
| Raymond Blathwayt | Patrick Fitzgerald     |
| Frank Butler      | Lord Wensleydon        |